# Lilienthal
Lilienthal è un comune tedesco situato nella parte nord-occidentale del Land della Bassa Sassonia nel circondario di Osterholz.

## Storia
Il nome di Lilienthal è famoso per aver ospitato nel XIX secolo un famoso osservatorio astronomico, fondato da Johann Hieronymus Schröter. Lavorarono qui, tra gli altri, Friedrich Wilhelm Bessel e Karl Ludwig Harding, che qui scoprì l'asteroide 3 Giunone. L'osservatorio fu dismesso nel 1850.

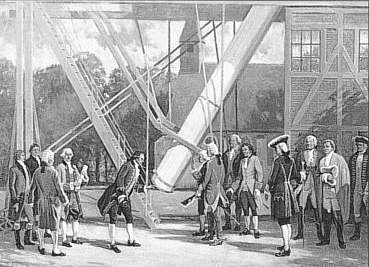
L'osservatorio astronomico nel 1804
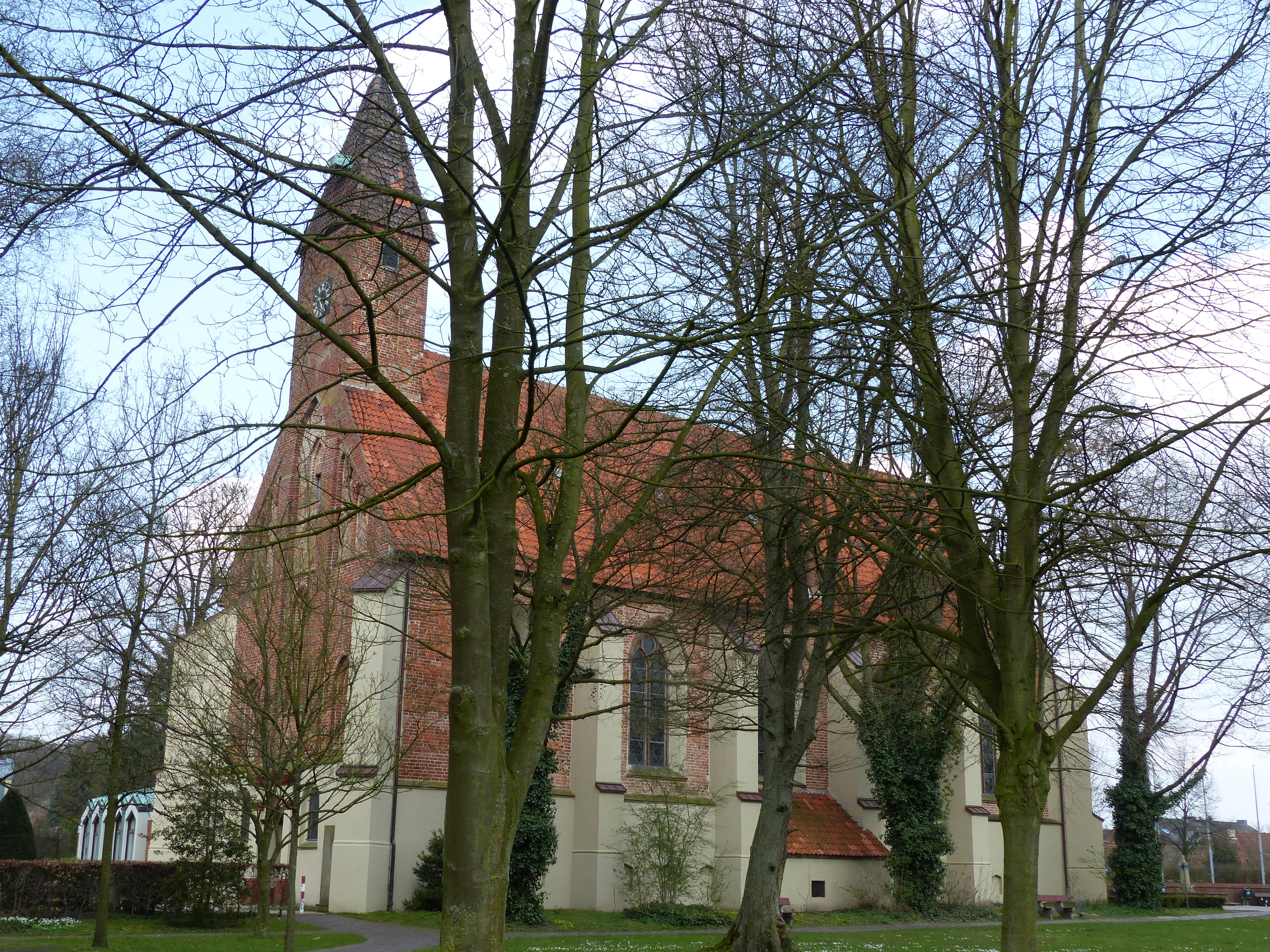
La chiesa centrale, rimanenza di un'abbazia di monache cistercensi
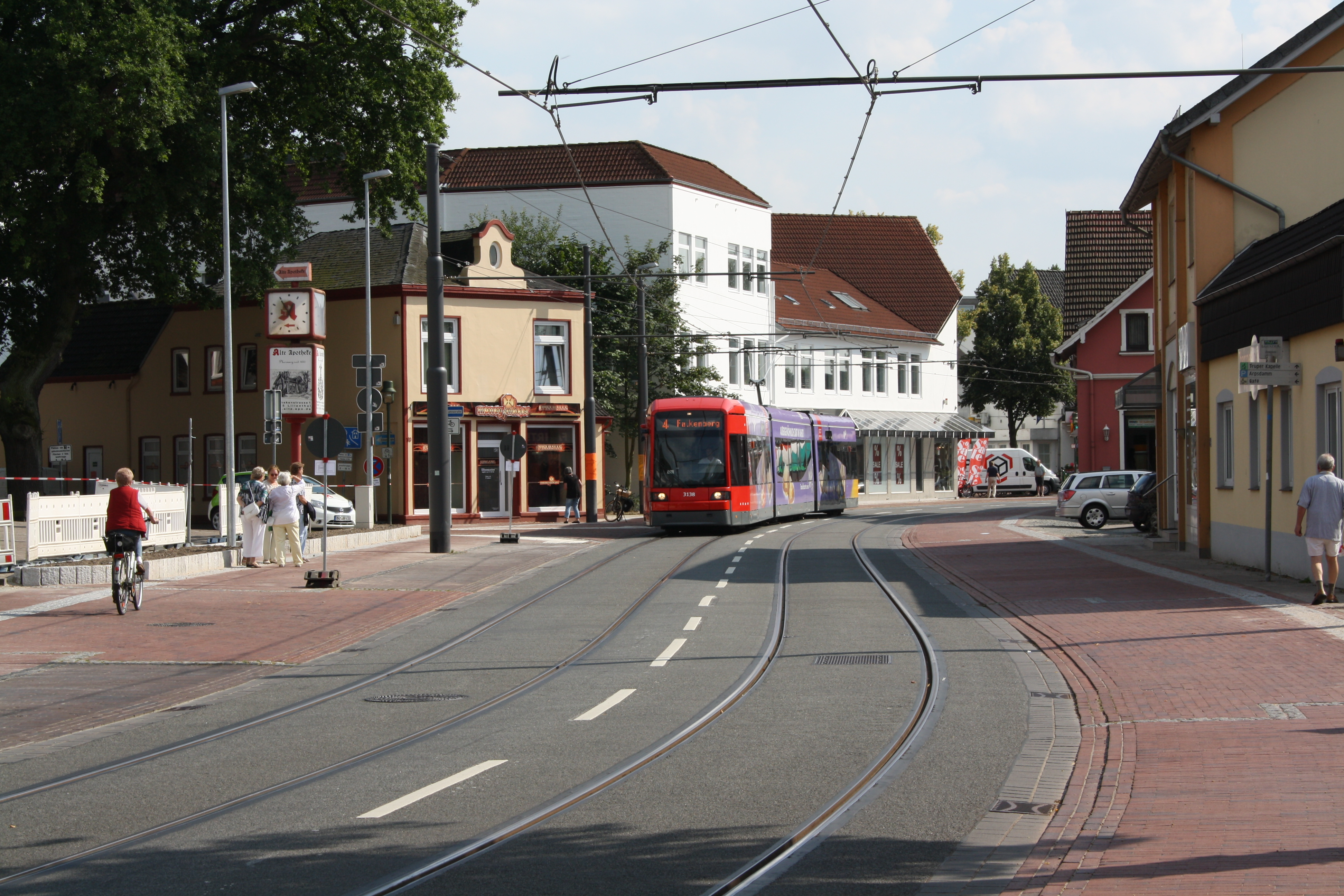
Strada principale con la nuova linea tranviaria di Brema